# NGC 7214
NGC 7214 ist eine Balken-Spiralgalaxie mit aktivem Galaxienkern vom Hubble-Typ SBc im Sternbild Piscis Austrinus am Südsternhimmel. Sie ist schätzungsweise 312 Millionen Lichtjahre von der Milchstraße entfernt, hat einen Durchmesser von etwa 200.000 Lichtjahren und ist Mitglied der Hickson-Kompaktgruppe HGC 91.
Im selben Himmelsareal befindet sich u. a. die Galaxie IC 5168.
Das Objekt wurde am 30. Juli 1834 von John Herschel entdeckt.